# Crurofilia

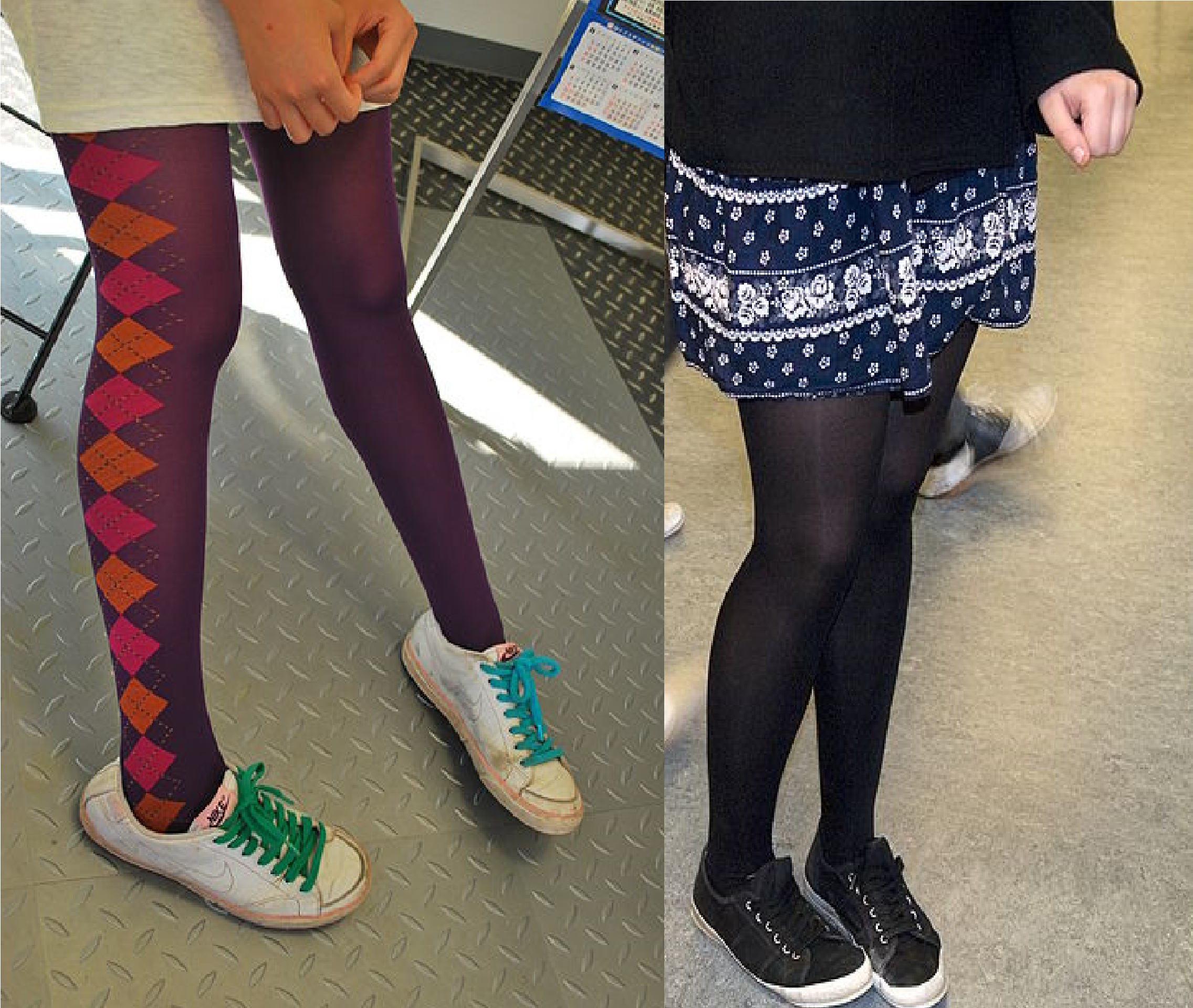
Crurofilia femenina.

La crurofilia es una parafilia, tener atracción por las piernas, el cual se puede dar en hombres y mujeres.

## Descripción
Puede ir de observar las piernas de las personas a incluso querer tocarlas.

## Nota y referencias
1. ↑  «Copia archivada». Archivado desde el original el 29 de diciembre de 2016. Consultado el 28 de diciembre de 2016.
2. ↑  «Copia archivada». Archivado desde el original el 29 de diciembre de 2016. Consultado el 28 de diciembre de 2016.

- Datos: Q28503346
- Multimedia: Leg fetishism / Q28503346